# Абакелія Тамара Григорівна
 Тама́ра Григо́рівна Абаке́лія (груз. თამარ აბაკელია; 1 вересня 1905, Хоні — 14 травня 1953, Тбілісі) — грузинський радянський скульптор, графік і театральний художник; член Асоціації революційних художників Грузії з 1930 року. Заслужений діяч мистецтв Грузинської РСР з 1942 року.

## Життєпис
Народилася 19 серпня [1 вересня] 1905 року в місті Хоні (нині Грузія). Протягом 1923—1929 років навчалася у Тифліській академії мистецтв у Якова Ніколадзе, Миколи Канделакі, Євгена Лансере, Йосипа Шарлеманя. Спеціалізувалася на скульптурі.
У галузі театрально-декораційного живопису почала працювати під керівництвом Костянтина Марджанішвілі. У 1932—1934 роках працювала художником Кутаїського театру. З 1938 року викладала у Тбіліській академії мистецтв. Член ВКП(б) з 1941 року. Нагороджена орденом Трудового Червоного Прапора.
Померла в Тбілісі 14 травня 1953 року. Похована в пантеоні Дидубе в Тбілісі.

## Творчість

### Сценографія
Оформилювала вистави у театрах Кутаїсі, Єревана, Батумі, Тбілісі, зокрема у:
театрі імені Костянтина Марджанішвілі
- «Комуна в степах» Миколи Куліша (1930);
- «Шаміль» Іони Вакелі (1935);
- «Лалі» Карло Каладзе (1947);

театрі імені Шота Руставелі
- «Полодаурі» Сандро Шаншіашвілі (1938);
- «Оленяча ущелина» Серго Клдіашвілі (1944);
- «Хевісбері Гоча» за Олександром Казбегі (1945);

театрі опери та балету імені Захарія Паліашвілі
- «Малтаква» Отарара Тактакішвілі (1938).

Оформила кінострічки «Арсен» (1937), «Георгій Саакадзе» (1940—1941), «Давид Гурамішвілі» (1946) та інші.

### Графіка
Ілюстрації до
- книги «Вірші про Кахетію» Миколи Тихонова (1935);
- поем Важа Пшавела (1935, акварель, гуаш, туш, картон);
- видання українського перекладу Миколи Бажана поеми Шота Руставелі «Витязь у тигровій шкурі» (1936—1937; картон, акварель, сангіна, туш);
- вірменського героїчного епосу «Давид Сасунський» (1939);
- книги «Давітіані» Давида Гурамішвілі (1949—1950);
- повісті Дьомна Шенгелая «Саардо».

станкова графіка
- «Прачки» (1927);
- «Збір чаю» (1929);
- «Біля джерела» (1932);
- «Туркменські килимарниці» (1932);
- «Казахські жінки» (1932);
- композиція «Щаслива сім'я» (1936, картон: картон, акварель, вугілля, сангіна, гуаш);
- «Осінь і Імеретії» (1937);
- «Перший трактор» (1938);
- «Радісні вісті з фронту» (1943);
- «Зустріч» (1944);
- «Пісня герою» (1945);
- «Збір винограду» (1946).

### Скульптурні твори

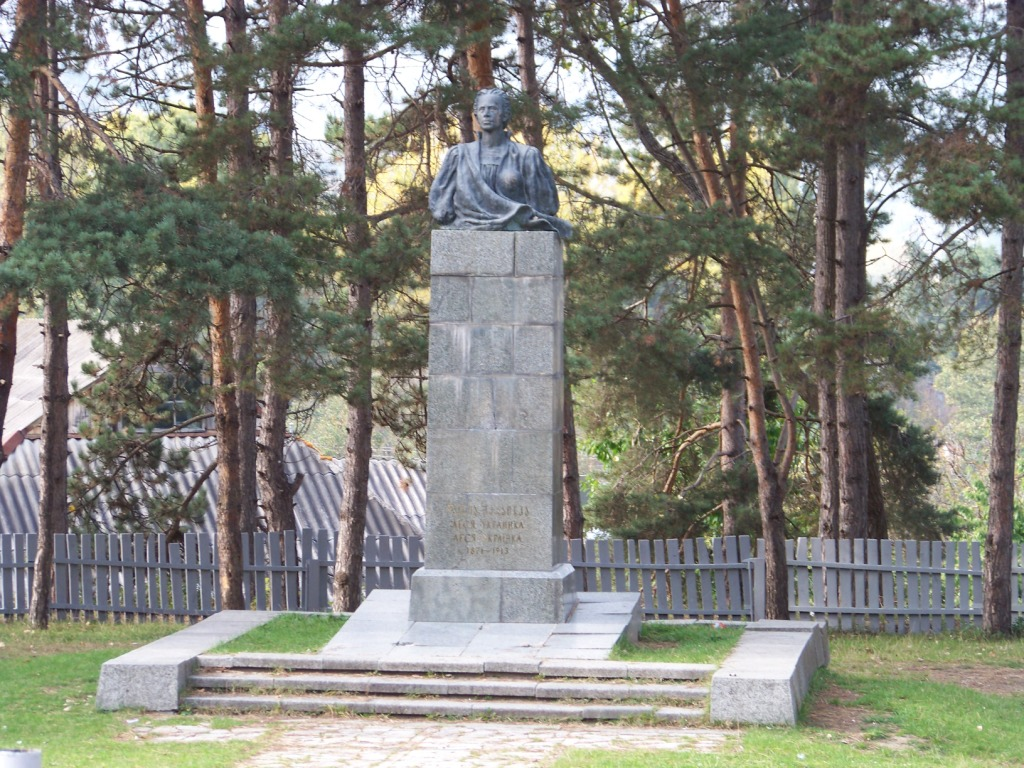
Пам'ятник Лесі Українці в Сурамі

- фриз будівлі Грузинського філії Інституту марксизму-ленінізму в Тбілісі (нині будинок Конституційного суду Грузії; 1936—1937, бетон);
- пам'ятник Лесі Українці в Сурамі (відкритий 3 серпня 1952 року, бронза);

станкова скульптура
- «Ранений воїн» (1942, гіпс тонований);
- «Партизан» (1943, гіпс тонований);
- композиція «Помстимось!» (1944, бронза, Державний музей мистецтв Грузії; варіант — 1945, гіпс тонований, Державний музей мистецтв народів Сходу);
- «Сім'я колгоспника» (1949, гіпс тонований).

Брала участь у виставках з 1927 року. Посмертні виставки її творів відбулися в Тбілісі у 1954 і 1963 роках.

## Вшанування
- Іменем Тамари Абакелії названа вулиця в Тбілісі.
- Образ Абакелії відтворив Микола Бажан у спогадах «Мужність і ніжність».